# Fähre Neuendorf
Die Fähre Neuendorf ist eine Fährverbindung in der Stadt Brandenburg an der Havel und der Name des Fährschiffs. Sie verbindet das zur Stadt gehörende Dorf Neuendorf und den Wohnplatz Buhnenhaus über die Brandenburger Niederhavel, einem Flussabschnitt der Havel. Es handelt sich bei der Fähre um eine nicht frei fahrende Autofähre, die an einem Stahlseil geführt ist. Eignerin ist die Verkehrsbetriebe Brandenburg an der Havel GmbH (VBBr), Betreiberin die Brandenburger Dienstleistungen GmbH.

## Geschichte

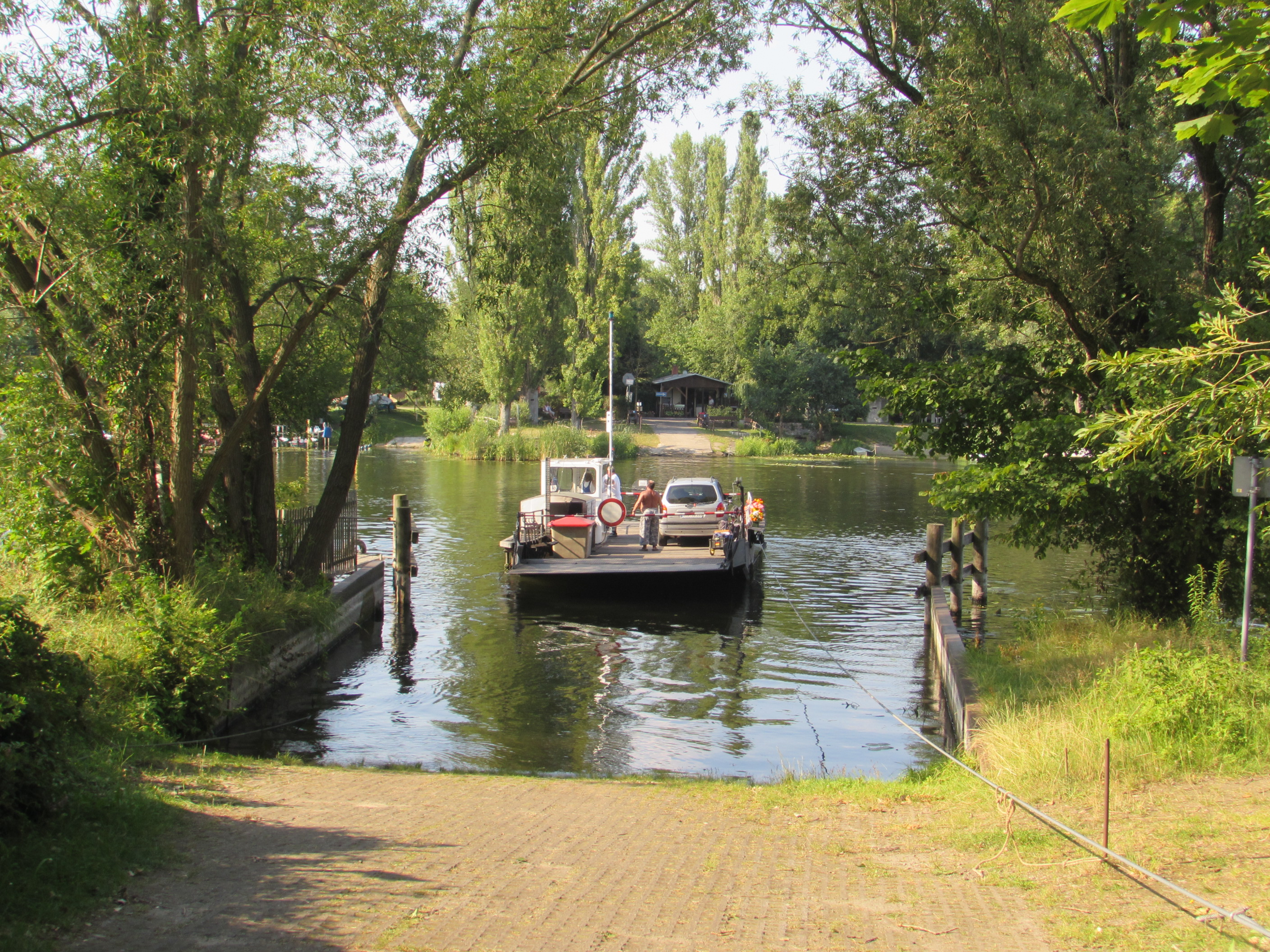
Überfahrt der Fähre Neuendorf

Eine Fährverbindung an der Stelle der heutigen Fähre Neuendorf soll es seit um 1900 gegeben haben. Fährmann war ein gewisser Albert Voigt, der Personen in einem Fährkahn übersetzte. Aufgrund eines zunehmenden Ausflugsverkehrs zur Havel und zum Breitlingsee und einer zunehmenden Motorisierung waren die eingesetzten Fährkähne bald nicht mehr ausreichend. So wurde eine zuerst von einem Dieselmotor an einer Kette, später an einem Drahtseil durch die Havel gezogene kleine Autofähre angeschafft.
Die noch immer eingesetzte Grundseilfähre stammt aus dem Jahr 1941.
Aufgrund mangelnder Wirtschaftlichkeit gerade in den Nachwendejahren wurde von der Kommune Brandenburg nach der Saison 1997 der Fährbetrieb vollständig eingestellt. Jedoch wurde aufgrund von Protesten und eines wieder zunehmenden Ausflugsverkehrs der Fährbetrieb nach einer Generalüberholung des Fährschiffs im Frühjahr 2000 durch die Brandenburger Dienstleistungen GmbH wieder aufgenommen. Die Fähre wird nur im Sommerhalbjahr von April bis Oktober betrieben. Seit der Wiedereröffnung nahmen die Fahrgastzahlen von 5.000 auf etwa 23.000 in der Saison 2012 zu. Über 13.000 Fahrräder wurden transportiert. Derzeit wird die Fähre mit 2.500 Euro monatlich von der Stadt subventioniert. Fahrräder, Kinderwagen und Kinder unter 14 Jahren können die Verbindung kostenlos benutzen. Personen ab 14 Jahren zahlen 50 Cent, je Motorrad werden 80 Cent, je Pkw 1,10 Euro und je Kleinlastwagen bis 3 Tonnen 2,20 Euro berechnet. Das Fährschiff hat eine Länge von 18,25 Metern und eine Breite von 5,90 Metern. Die Tragkraft beträgt 5.000 Kilogramm. Zwanzig Personen können befördert werden und die schwerste Einzellast darf 3.250 Kilogramm nicht übersteigen.